# Victor Hasselblad

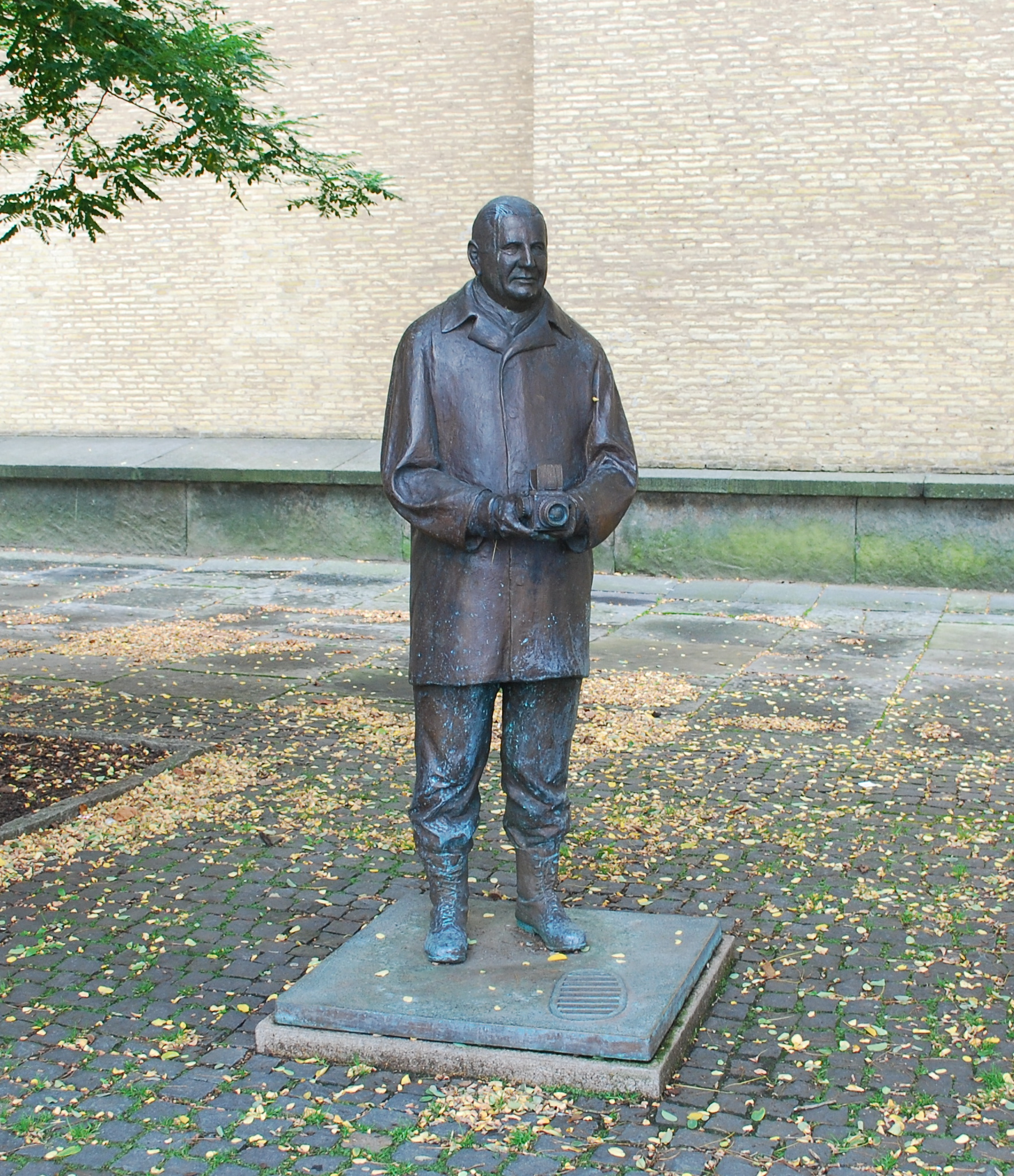
Statua di Victor Hasselblad a Göteborg

Fritz Victor Hasselblad (Göteborg, 8 marzo 1906 – 8 agosto 1978) è stato un ingegnere e inventore svedese.

## Biografia
Ha inventato la reflex a lente singola 6 x 6 cm, nota col nome di Hasselblad.
Appassionato di fotografia, la sua famiglia aveva una società di import-export specializzata tra l'altro in materiale fotografico, sviluppando in diversi paesi la conoscenza delle loro macchine fotografiche e apparecchiature ottiche, essendo un appassionato fotografo. In disaccordo con il padre, istituì nel 1937 un negozio di fotografia a Göteborg, il cui successo gli diede la fama di essere uno dei maggiori esperti svedesi del settore. Nel 1940, dopo lo schianto di un aereo da ricognizione tedesco sul suolo svedese, venne contattato dal governo svedese per sviluppare un apparecchio simile per l'aviazione svedese.
La società Victor Hasselblad AB è stata fondata nel 1941 per soddisfare le esigenze dell'esercito, ed è stata creata nel 1948 la sua prima macchina fotografica per uso civile, la 1600F.
Alla sua morte lasciò in eredità 78 milioni di corone svedesi alla Fondazione Erna e Victor Hasselblad, che distribuisce ogni anno il Premio internazionale della Fondazione Hasselblad.
Una statua di Victor Hasselblad opera di Ulf Celén si trova a Gotaplatsen a Göteborg, nei pressi del Museo delle Belle Arti.